# Midhuizen
Midhuizen is een voormalige buurtschap in de gemeente Het Hogeland in de Nederlandse provincie Groningen. Het lag tussen de gehuchten Menneweer, Elens, De Hucht, Kolham en Westerhorn, ongeveer halverwege tussen Vierhuizen en Hornhuizen. Aan de ligging 'midden tussen' beide dorpen heeft de buurtschap waarschijnlijk haar naam te danken. Er stonden twee boerderijen, die opgegaan zijn in de huidige boerderij Midhuizen (Noorderweg 3). Deze boerderij ligt vlak tegen de oude zeedijk aan, even ten noorden van de Noorderweg. Ten zuiden van de voormalige buurtschap ligt de boerderij 'Klein Midhuizen' (vroeger 'Noorderdijk'; Noorderweg 1), die niet tot de buurtschap behoort.
Boerderij Midhuizen ontstond uit een westelijke en oostelijke boerderij, die vlak naast elkaar lagen. In 1840 kwamen beide boerderijen in de hand van één eigenaar. In 1850 werden beide boerderijen afgebroken en vervangen door de huidige oldambtster boerderij. Na de inpoldering van de Westpolder werd in 1875 boerderij Manneplaats (Westpolder 15) afgesplitst en in 1876 boerderij Nieuw Midhuizen (Westpolder 22).

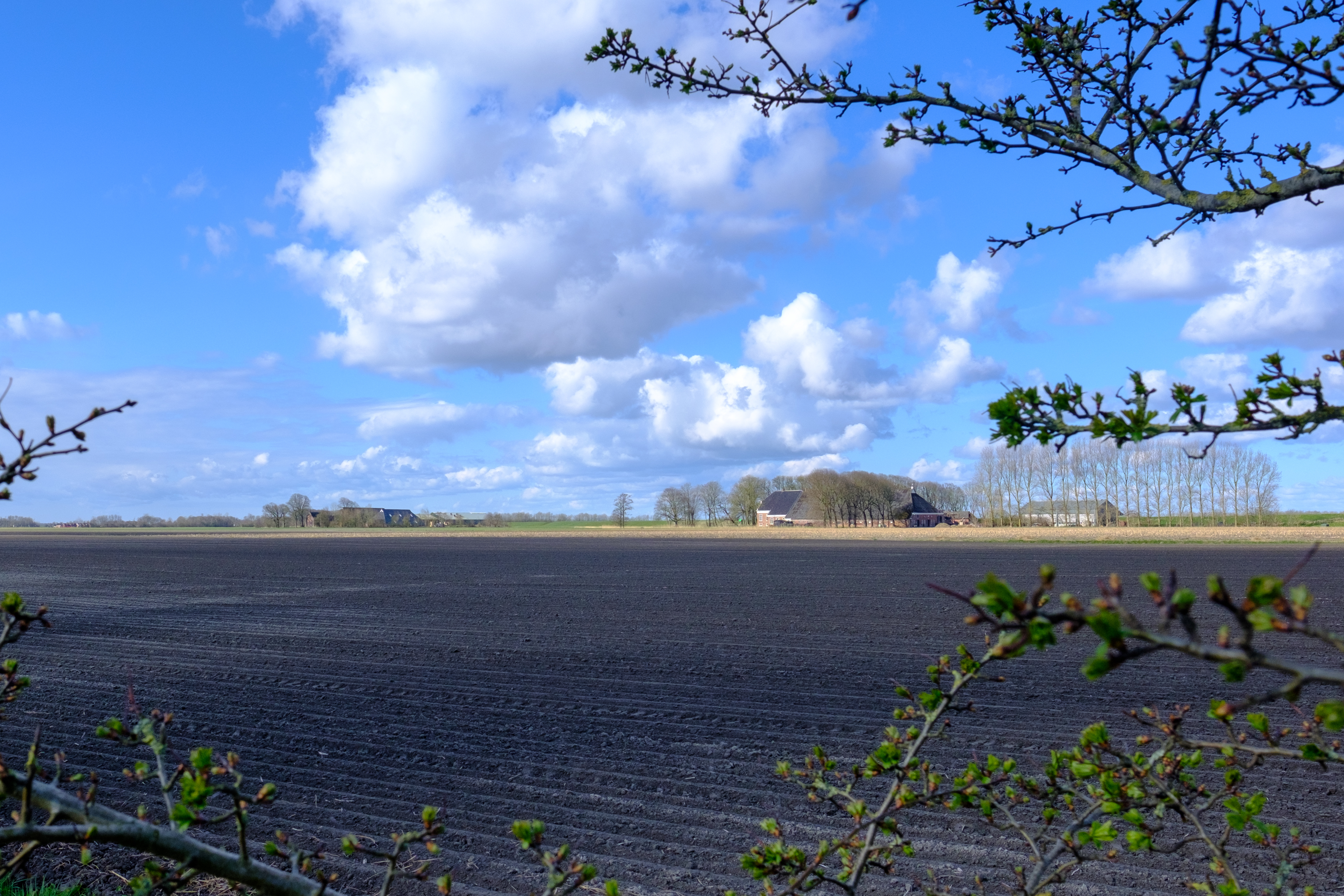
Links boerderij 'Klein Midhuizen' (Noorderweg 1). Rechts de boerderij van het voormalige gehucht Midhuizen (Noorderweg 3).

Hoofdplaats: Uithuizen

Dorpen: Adorp · Den Andel · Baflo · Bedum · Eenrum · Eppenhuizen · Hornhuizen · Houwerzijl · Kantens · Kloosterburen · 't Lage van de Weg · Lauwersoog · Leens · Leenstertillen · Lutjewolde · Mensingeweer · Molenrij · Niekerk · Noordwolde · Oldenzijl · Onderdendam · Onderwierum · Oosteinde · Oosternieland · Pieterburen · Rasquert · Rodewolt · Roodeschool · Rottum · Saaxumhuizen · Sauwerd · Startenhuizen (deels) · Stitswerd · Tinallinge · Uithuizermeeden · Ulrum · Usquert · Vliedorp · Vierhuizen · Warffum · Warfhuizen · Wehe-den Hoorn · Westerdijkshorn · Westernieland · Wetsinge · Winsum · Zandeweer · Zoutkamp · Zuidwolde · Zuurdijk

Buurtschappen, gehuchten, wierden en buurten: 1e Nijhoezen · 2e Nijhoezen · 't Aagt · Abbeweer · Alinghuizen · Arwerd · Barnegaten · Bellingeweer · Bethlehem · Beusum · Bokum · Breede · Broek · Het Bultje · De Dingen · De Raken · De Vennen · Den Haver · Deikum · Doodstil · Douwen · Duisterwinkel · Eelswerd · Eemshaven · Elens · Ellerhuizen · Ernstheem · Ewer · Grijssloot · Groot Maarslag · Groot Wetsinge · De Haar · Hammeland · Den Hander · Harssens · Hefswal · Hekkum · Helwerd · Heuvelderij · Hiddingezijl · Holwinde · De Hoogte · De Horn · De Houw · 't Houweel · De Hucht · Kaakhorn · Katershorn · Kattenburg · Klei · Kleine Huisjes · Klein Garnwerd · Klein Maarslag · Klein Wetsinge · Kolham · Koningslaagte · Koningsoord · De Knijp · Kruisweg · Lutje Marne · Lutke Saaxum · Maarhuizen · (Marnehuizen) · Menkeweer · Menneweer · Midhalm · Midhuizen · Mollenhuizen · Nijenklooster · Noordpolder · Noordpolderzijl · Obergum · Oldenzijl · Oldorp · Oosterhorn · Oosterhuizen (Eenrum) · Oosterhuizen (Zuidwolde) · Oudedijk · Oudeschip · Paapstil · Panser · Plattenburg · Polen · Ranum · Reidland · Roodehaan · Schapehals · Schaphalsterzijl · Schilligeham · Schouwen · Schouwerzijl · Sint Annerhuisjes · 't Stort · De Streek · Takkebos · Ter Laan · Tijum · Valcum · Valom · Wadwerd · Walsweer · Westerhorn (De Marne) · Westerhorn (Hogeland) · Westerklooster · Westpolder · Wierhuizen · Wierum · 't Wildeveld · Willemsstreek · Zevenhuizen